# I segreti della Luce

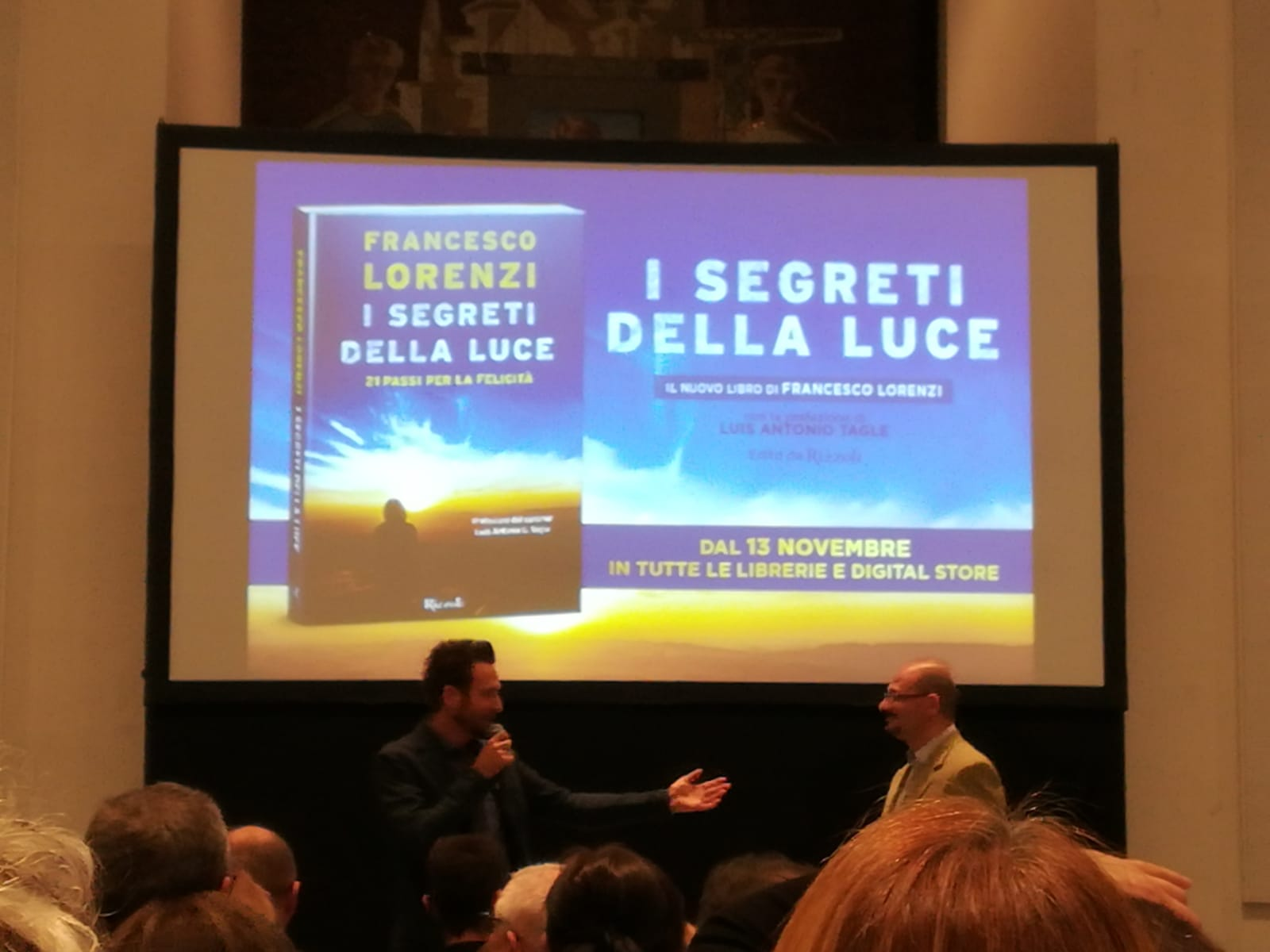
Presentazione del libro a BookCity

I segreti della Luce. 21 passi per la felicità è la seconda opera letteraria di Francesco Lorenzi, autore e cantante della band The Sun, pubblicata il 13 novembre 2018 da Rizzoli.
Il libro è introdotto dalla prefazione del cardinale Luis Antonio Tagle, arcivescovo metropolita di Manila e presidente della Caritas Internationalis. Si tratta di un saggio composto da riflessioni sulla spiritualità, in particolare cristiana, scaturite dall'esperienza dell'autore. 

## Storia editoriale
Il libro debutta al primo posto tra i più venduti da Amazon nella categoria "spiritualità cristiana" e viene presentato il 16 novembre in un evento all'interno di BookCity, presso il Salone d'Onore della Triennale di Milano. Nell'ottobre del 2019 è stata pubblicata una ristampa del libro.
Ad agosto 2022 viene pubblicata la traduzione del libro in slovacco con il titolo V ústrety svetlu ("Verso la luce"). Il volume viene presentato in Slovacchia all'interno di un mini-tour di concerti, dall'8 al 10 novembre 2022.
A gennaio 2025 è uscita una seconda edizione del libro per la collana BUR.

## Contenuto
Il libro propone un cammino personale e spirituale fatto di ventuno passi e diviso in tre parti di sette capitoli ciascuno.
La prima parte intende risvegliare "Le sette note dell'armonia interiore ed esteriore", associando ad ognuna delle note musicali una parola che fornisce lo spunto per una riflessione più ampia sulla vita quotidiana (Do, il Dono; Re, il Respiro; Mi, il Mistero; Fa, Fallire; Sol, Sollevare; La, il Lavoro; Si, il Silenzio).
La seconda fase del percorso presenta "Le Forze visibili e quelle invisibili": un momento di consapevolezza e scelta, in cui occorre interrogarsi sul perché continuare nonostante la fatica e la paura di non farcela. Vengono illustrati sette scalini del combattimento spirituale interiore, attraverso cui si scoprono altrettanti valori (il Perdono, la Castità, l'Ammirazione, la Condivisione, la Fedeltà, il Digiuno, l'Umiltà) e la differenza tra questi e altri atteggiamenti solo all'apparenza simili, ma negativi (il lasciar perdere, l'astenersi, il fanatismo, il regalare, la monotonia, l'evitare, la debolezza). 
Salire questi gradini apre la strada alla terza parte del cammino ("L'Oltre nel presente"), fatta di sette passi di contemplazione della meta: l’accorgersi che in questo cammino non si è mai soli attraverso l’incontro con lo Spirito, che è Dio, Protezione, Luce, Relazione, Fuoco, Vento e Libertà.

## Edizioni
- I segreti della Luce. 21 passi per la felicità, Rizzoli, 2018, ISBN 978-88-17-10520-0.
- I segreti della Luce. 21 passi per la felicità, collana BUR, Rizzoli, 2025, ISBN 978-88-17-18675-9.

Traduzioni
- (SK) V ústrety svetlu, Zaek, 2022, ISBN 9788081921322.